# Johan Belgicus van Horne

wapen van Horne

Johan Belgicus van Horne (Kessel, ca. 1606-), graaf van Horne en baron van Kessel en Batenburg, was een zoon van Willem Adriaan I van Horne en  Isabella van der Meeren, vrouwe van Wuustwezel.
Van Horne werd in opvolging van zijn vader heer van Kessel en door huwelijk heer van Batenburg.

## Huwelijk en kinderen
Hij trouwde met Johanna van Bronckhorst-Batenburg-Steyn (1602 - Batenburg, 1676), van 1659 tot 1676 vrouwe van Batenburg. Zij was een dochter van Maximiliaan van Bronckhorst-Batenburg-Steyn en Johanna van Ketteler vrouwe van Frechenen Vogstbel ook genaamd Agnes van Kettler-Nesselradt. Uit zijn huwelijk zijn de volgende kinderen geboren:
- Willem Adriaan II van Horne graaf van Horne, baron van Kessel en heer van Batenburg (Kessel, 1633 - 4 maart 1694). Hij trouwde op 2 maart 1659 met Anna Justina van Nassau-Grimhuizen (1638 - Den Haag, 3 juni 1721). Zij was een dochter van Willem Maurits van Nassau en Maria van Aerssen van Sommelsdijk.
- Anna Maria van Horne gravin van Horne (Kessel, 1636-)
- Johan Belgicus van Horne graaf van Horne (Kessel, ca. 1638-)
- Elisabeth Florence van Horne gravin van Horne (Kessel, ca. 1640-)
- Agnes Louise van Horne gravin van Horne (Kessel, ca. 1642-)
- Johanne van Horne gravin van Horne (Kessel, ca. 1644-)

Van Horne werd als heer van Kessel en van Batenburg opgevolgd door zijn zoon Willem Adriaan II van Horne.